# Excite
Excite je internetový portál. Nabízí metavyhledávací systém, zprávy, předpověď počasí, přehled burzy a webmail. Provozuje ho firma InterActiveCorp (IAC) se sídlem v New Yorku.
Jeho předchůdcem byl Architext, který založili v roce 1993 studenti Stanfordovy univerzity, jedním z nich byl Joe Kraus. Stránky byly spuštěny v říjnu 1995 a v dubnu 1996 učinila firma initial public offering na burze NASDAQ. S projektem spolupracoval novinář Jim Bellows. V roce 1999 měl Excite možnost odkoupit vyhledávač Google za 750 000 dolarů, ale odmítl. V roce 2000 bylo Excite čtvrtou nejnavštěvovanější stránkou na světě. Na konci internetové horečky skončila firma v úpadku a propustila 1350 zaměstnanců. V roce 2004 ji získala společnost Ask Jeeves.
V roce 1999 byl také založen vzdělávací portál Excite Education.